# Petr Jarchovský
Petr Jarchovský (* 6. října 1966 Praha) je český scenárista a dramaturg.

## Životopis
Vystudoval spolu se svým přítelem z mládí Janem Hřebejkem Akademické gymnázium v Praze, v letech 1987–1991 pak katedru scenáristiky a dramaturgie na pražské FAMU.
Dosud zde také působí jako pedagog a to na katedře scenáristiky a dramaturgie. V červnu 2020 jej prezident jmenoval profesorem.

## Ocenění
Je držitelem Českých lvů za scénáře k filmům Musíme si pomáhat, Horem pádem. Nominaci na tuto cenu získal také za Pelíšky, Želary, Pupendo, Kráska v nesnázích, Kawasakiho růže, Občanský průkaz, Nevinnost a Klauni. Dva filmy natočené podle jeho scénáře (Musíme si pomáhat a Želary) byly nominovány na Oscara za nejlepší cizojazyčný film.

## Scenáristická tvorba

### Film
- 1991 – Pějme píseň dohola
- 1993 – Šakalí léta
- 1999 – Pelíšky
- 2000 – Musíme si pomáhat
- 2003 – Pupendo
- 2003 – Želary
- 2004 – Horem pádem
- 2006 – Kráska v nesnázích
- 2007 – Medvídek
- 2008 – U mě dobrý
- 2009 – Kawasakiho růže
- 2010 – Občanský průkaz
- 2011 – Nevinnost
- 2013 – Líbánky
- 2016 – Učitelka
- 2017 – Zahradnictví
- 2020 – Bourák

### Televize
- 1991 - Dlaždice, epizoda ze seriálu Velmi uvěřitelné příběhy
- 1997 - Dobrá zpráva
- 1997 - Okno
- 2013 - Škoda lásky
- 2015 - Případ pro exorcistu
- 2016 - Modré stíny
- 2016 - Pět mrtvých psů